# Лиман, Оливер
Оливер Лиман (англ. Oliver Leaman, род. 1950) — американский востоковед. Профессор философии и профессор иудаики Занткера в Кентуккийском университете. 

## Биография
Профессор философии и профессор иудаики Занткера в Кентуккийском университете, где преподаёт с 2000 года. 
Изучает историю исламской, еврейской и восточной философии. 
В 1979 году получил доктора философии в Кембриджском университете.

## Метод
Методологический подход Лимана направлен на систематический анализ и обсуждение историко-философских проблем. Он критикует тот факт, что история философии еврейской и арабской философии часто останавливается на обсуждении критериев исторической классификации. Лиман критикует, что история еврейской и арабской философии не является неотъемлемой частью исследований и преподавания на философских факультетах, а часто рассматривается в неспециализированных местах, где в основном преследуются филологические, богословские или религиоведческие интересы. При этом он особенно критикует смешение философских и религиозных аспектов. В целом он критикует то, что согласно широко распространённой методологии предполагается, что исламская философия постоянно действовала в своём враждебном контексте, так что за формулировками философских текстов скрывается реально репрезентируемая, но скрытая позиция.

### Монографии
- An introduction to medieval Islamic philosophy, Cambridge University Press, 1985.
- Death and loss: Compassionate Attitudes in the Classroom, Cassell, 1995.
- Evil and suffering in Jewish philosophy, Cambridge University Press, 1995
- History of Islamic Philosophy, ed. S. H. Nasr & O. Leaman, Routledge, 1996
- Friendship East and West – Philosophical Perspectives, ed. O. Leaman, Curzon, 1996.
- History of Jewish Philosophy, ed. D. Frank & O. Leaman, Routledge, 1996.
- Moses Maimonides Curzon, 1997, 2nd Edition ("The Assault on the kalam" reprinted in Classical and Medieval Literature Criticism, vo. 76, ed. J. Krstovic, Gale Group
- Averroes and his Philosophy Curzon, 1997, 2nd Edition
- The Future of Philosophy: towards the 21st Century, ed. O. Leaman (Routledge, 1998).
- Key Concepts in Eastern Philosophy, Routledge, 1999.
- A Brief Introduction to Islamic Philosophy, Polity Press, 1999.
- Eastern Philosophy: Key Readings, London, Routledge, 2000.
- Introduction to Classical Islamic Philosophy, Cambridge University Press, 2001
- Lost in Translation: Essays in Islamic and Jewish Philosophy, Sarajevo: buybook, 2004
- Islamic Aesthetics: An Introduction, Edinburgh University Press, Islamic Surveys Series, 2004.
- Controversies in Contemporary Islam, Routledge, 2013
- Islam and Morality: A Philosophical Introduction, Bloomsbury, 2019

### Энциклопедии и словари
- A Reader in Jewish Philosophy, ed. D. Frank, O. Leaman & C. Manekin, Routledge, 2000
- Encyclopedia of Asian Philosophy, ed. O. Leaman, Routledge, 2001
- Companion Encyclopedia of Middle Eastern and North African Film, ed. O. Leaman, Routledge, 2001
- Encyclopedia of Death and Dying, ed. G. Howarth & O. Leaman, Routledge, 2001
- Cambridge Companion to Medieval Jewish Philosophy, ed. D. Frank & O. Leaman, Cambridge University Press ['Introduction'] 2003.
- The Qur'an: An Encyclopedia, ed. O. Leaman, Routledge, 2006
- Islamic Philosophy A-Z, with Peter Groff, Edinburgh University Press, 2007
- The Biographical Encyclopedia of Islamic Philosophy, ed. O. Leaman, Bloomsbury, 2015
- The Qur'an: A Philosophical Guide, Bloomsbury, 2016
- Routledge Handbook of Islamic Ritual and Practice, editor, Routledge, 2022